# Nationale Forschungsuniversität Samara

Universitätsgebäude 1942

Die Nationale Forschungsuniversität Sergei Pawlowitsch Koroljow Samara (russisch Самарский национальный исследовательский университет имени академика С.П. Королева, СГАУ Samarskij nazionalnyj issledowatelskij uniwersitet imeni akademika S.P. Korolewa, SGAU, englisch Samara University) ist eine Universität in Samara, Russland.

## Geschichte
In das damalige Kuibyschew wurden im Laufe des Zweiten Weltkrieges etwa 30 Unternehmen und Organisationen der Luftfahrtindustrie evakuiert, sodass am Ort Bedarf an der Ausbildung von Luftfahrtingenieuren bestand. Die Universität wurde aus dem ebenfalls evakuierten Moskauer Staatlichen Luftfahrtinstitut MAI am 17. Juli 1942 als Kuibyschewer Luftfahrtinstitut (Куйбышевский авиационный институт) gegründet. Erste Direktoren waren Wiktor Alexandrowitsch Soifer und ab November 1942 Fjodor Iwanowitsch Stebichow. Zunächst wurde am Ort die kriegswichtige Produktion der Iljuschin Il-2 organisiert.
Erste Lehrer waren Wissenschaftler, die aus Moskau, Leningrad, Kiew, Charkow und anderen Städten der UdSSR evakuiert werden mussten, zum Beispiel der Vizepräsident der Akademie der Wissenschaften der UdSSR M. D. Millionschikow, das korrespondierende Mitglied der Akademie der Wissenschaften der Weißrussischen SSR M. G. Krein, Professor W. A. Soifer, N. I. Resnikow, M. I. Rasumichin, W. M. Dorofejew und A. A. Komar.
In den Nachkriegsjahren arbeiteten Forscher des Instituts direkt mit an der Entwicklung und Produktion der Flugzeugtypen MiG-9, MiG-15, MiG-17, Il-28, Tu-16, Tu-95 sowie der Triebwerke WK-1, NK-4 und NK-12.
Ab 1957 begann am Institut die Ausbildung, Entwicklung und Forschung im Bereich der Raketen- und Raumfahrttechnik. Es wurde an der Entwicklung der ersten Interkontinentalrakete R-7, der P-9, den Trägerraketen Wostok, Molnija und Sojus mitgearbeitet, ebenso an der Planung eines bemannten Flugs zum Mond (N1-L3), an der Energija-Buran-Kombination, an weiteren Raumfahrzeugen für verschiedene Zwecke und an der Vorbereitung und Durchführung von Programmen an der Raumstation Mir.
Weiterhin wurde im Bereich der Luftfahrt gearbeitet. So beteiligte sich das Institut an der Entwicklung und Herstellung der Flugzeuge Tu-144, Tu-154, Il-76, Il-86 und Il-114.
Nach der Rückbenennung der Stadt Kuibyschew in Samara 1990 wurde auch das Institut umbenannt. Im Jahr 1992 wurde das Luftfahrtinstitut Samara in Staatliche Universität für Luft- und Raumfahrt Samara (Самарский государственный аэрокосмический университет имени академика С. П. Королева) umbenannt, mit dem Zusatznamen Sergei Koroljow.
In den 2010er Jahren entwickelten Studenten, Doktoranden und Wissenschaftler der Universität in Zusammenarbeit mit RKZ Progress die Kleinsatelliten AIST.